# Пратвилл (Алабама)
Пратвилл (англ. Prattville) — город и административный центр округа Отога (частично на территории округа Элмор) в Алабаме в Соединённых Штатах Америки. Является частью статистической агломерации Монтгомери. 
По данным переписи 2020 года население города составляло 37 781 человек. 
Из-за множества артезианских скважин в этом районе, Пратвилл  получил неофициальное прозвище «Город фонтанов».

## История

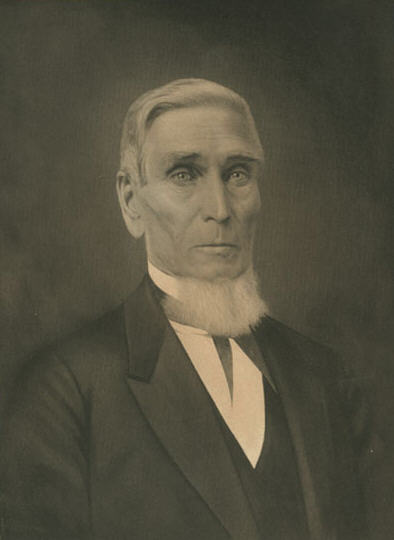
Пратт, Дэниел

Пратвилл был основан в 1839 году промышленником и архитектором Дэниелом Праттом (1799–1873). С 1818 года этот район был в основном заселён коренными американцами и несколькими европейским колонистами, впервые увидел попал в дельту ручья Отога в 1830-х годах. Он купил около 1000 акров (4,0 км2) земли у Джозефа Мэя по 21,00 доллару за акр и начал строить свои производственные мощности и город вдоль берегов ручья. Место было выбрано потому, что ручей мог обеспечивать электроэнергией оборудование для производства станков по очистке хлопка. Город стал промышленным центром и быстро рос и уже в 1868 году он был назван административным центром округа Отога.
В Пратвилле есть несколько объектов, включенных в Национальный реестр исторических мест США, включая исторический район Дэниела Пратта, Дом Белла и Буэна Виста.